# Les Causeuses
Les Bavardes, La Confidence
Les Causeuses sont une sculpture de Camille Claudel, exécutée en onyx et bronze en 1897. Elle représente quatre femmes nues, assises, l'une faisant une confidence aux trois autres qui se penchent vers elle pour l'écouter.
Créée initialement en plâtre en 1893-1895, cette sculpture est exposée au Salon où elle suscite un vif intérêt. Elle est ensuite déclinée en plusieurs versions, dont celle de la collection Peytel en onyx et bronze de 1897, exposée au musée Rodin à Paris.
Les Causeuses, également appelées les Bavardes ou la Confidence, sont reconnues comme un des chefs-d'œuvre de Camille Claudel, où elle manifeste sa créativité et son originalité.

## Historique et description
Dans les années 1890, après plusieurs grandes œuvres comme Vertumne et Pomone et L'Âge mûr, la sculptrice Camille Claudel entreprend une série d'œuvres de petites dimensions, qu'elle appelle « croquis d'après nature ». 
L'idée de sculpter ce groupe de femmes viendrait d'un trajet en train, où elle aurait observé un groupe de femmes parlant entre elles,,.
Elle conçoit en 1893 ce projet de groupe sculpté et en parle dans une lettre à son frère, accompagnée de croquis, sous le titre La Confidence,,. Elle en élabore une première version, en plâtre, le groupe y étant représenté sous couvert d'un paravent ; elle l'expose au Salon de Paris en 1895, sous le titre Étude sur nature. 
Cette œuvre obtient du succès au Salon. Le critique Gustave Geffroy décrit avec admiration cette « apparition de vérité, intime, poésie de la vieillesse et de l'ombre (...) une merveille de compréhension, de sentiment humain, par les pauvres corps réunis, les têtes rapprochées, le secret qui s'élabore, et (...), par l'ombre de l'encoignure, le mystère du clair-obscur créé autour de la parleuse et des écouteuses, une preuve qu'une force d'art est là, prête à créer des ensembles ».
Mathias Morhardt en parle comme d'un « prodigieux chef-d'œuvre » : « (...) quatre femmes assises les unes en face des autres dans l'étroit compartiment d'une voiture de chemin de fer et qui semblaient se confier on ne sait quel précieux secret devraient lui suggérer ce prodigieux chef-d'œuvre : Les Causeuses. (...) Je ne crois pas me tromper en disant qu'il n'existe à peu près aucune œuvre moderne qui ait l'envergure des Causeuses. (...) Elle est d'ailleurs sans parenté précise avec quoi que ce soit ».
Ce succès permet à Claudel de proposer plusieurs versions de ce groupe, représenté avec ou sans le paravent, et réalisé en plâtre, en marbre ou en bronze. Elle réalise en 1897 pour le collectionneur Joanny Peytel le « fameux » exemplaire en onyx et bronze, conservé au musée Rodin,.

### Galerie

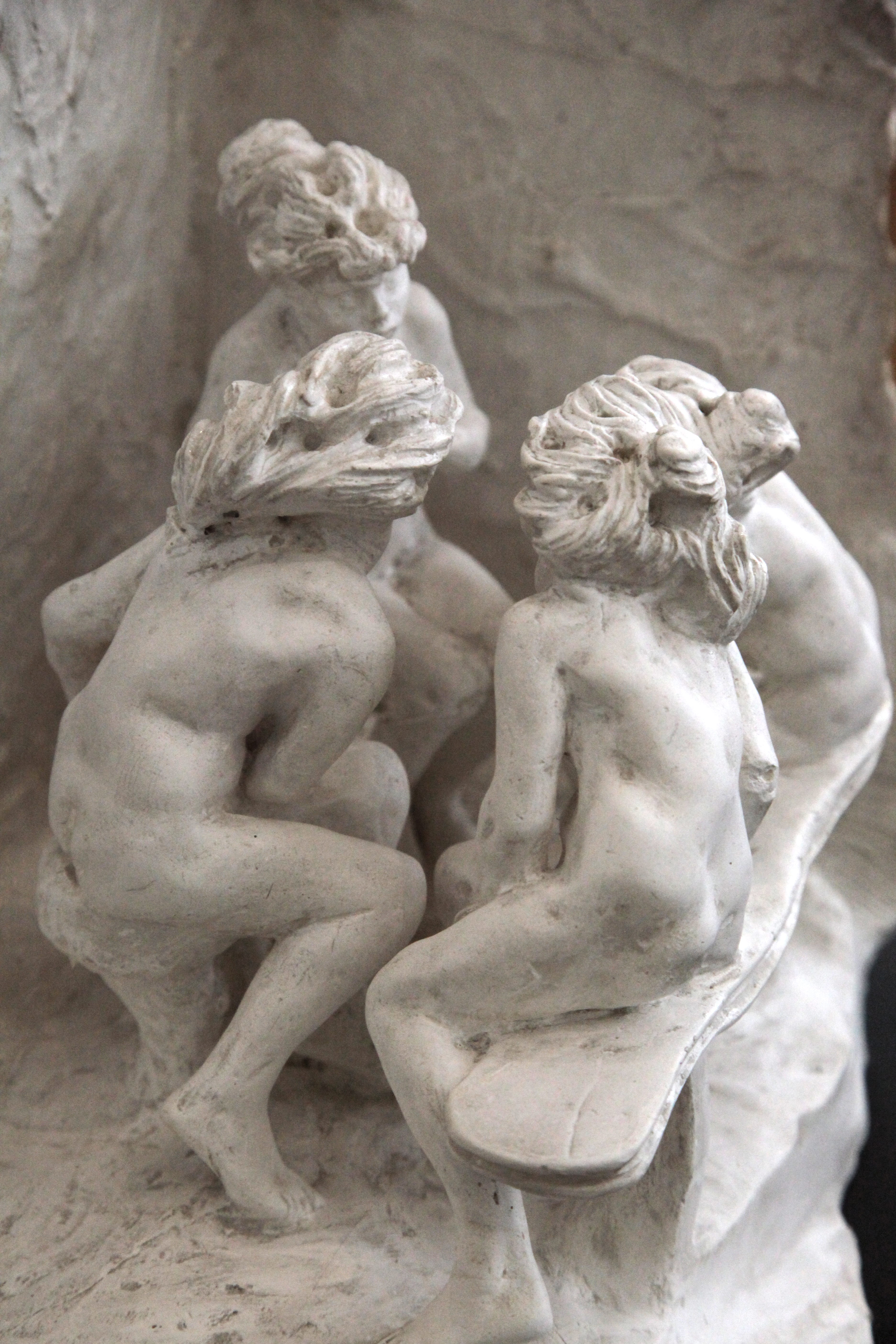
Plâtre, 1896, musée d'Art et d'Histoire de Genève.
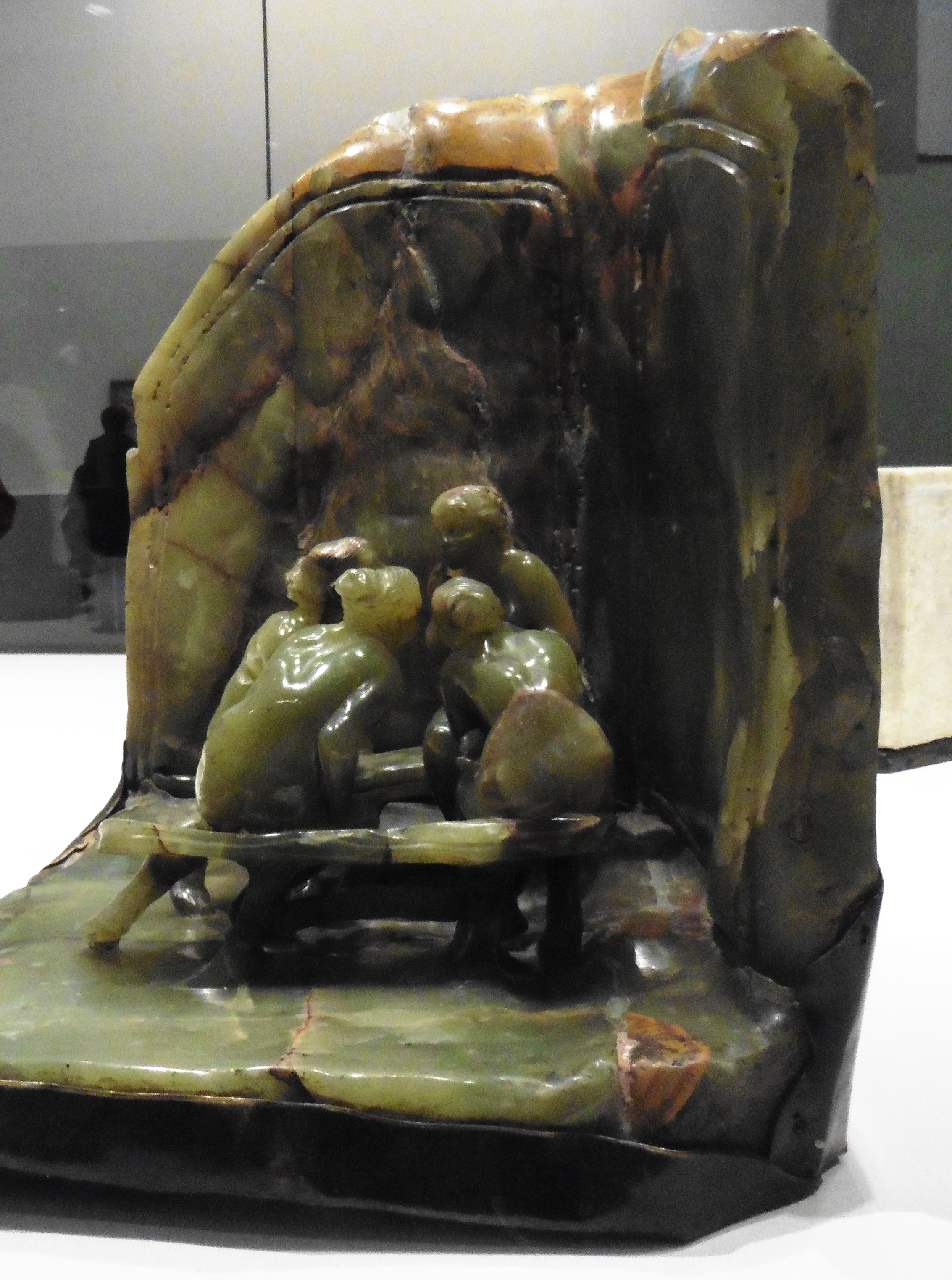
Onyx, 1897, musée Rodin, Paris.
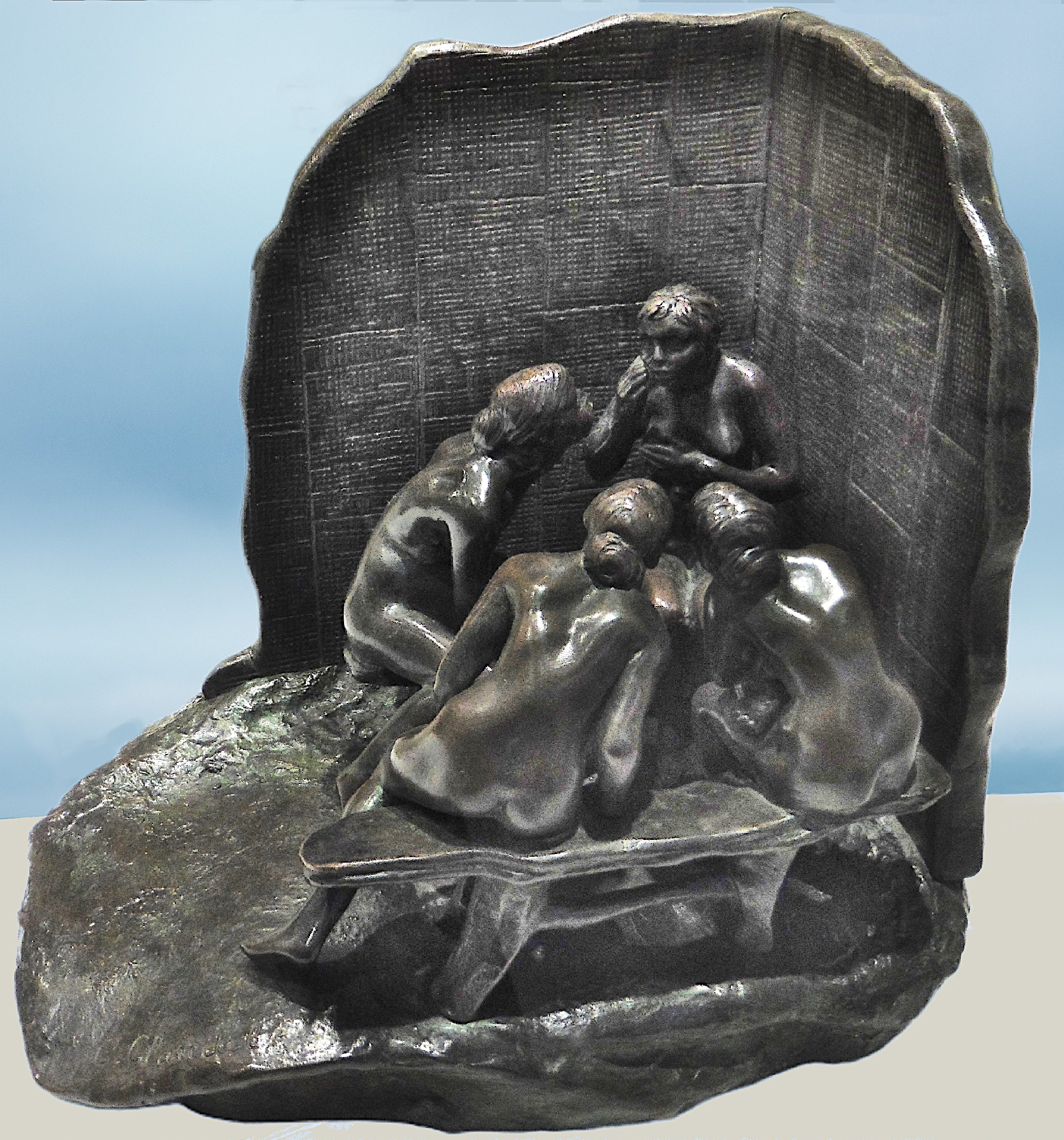
Exemplaire en bronze, musée de La Piscine, Roubaix.